# International Association of Antarctica Tour Operators
De International Association of Antarctica Tour Operators (IAATO) is een organisatie die pleit voor een goede uitvoering van veilige, milieuvriendelijke en particuliere reizen (onder andere cruises) naar Antarctica, en dit tevens bevordert.

## Geschiedenis
Het eerste schip dat specifiek was gebouwd als passagiersschip en extra verstevigd was tegen ijs was de m/v Lindblad Explorer, gebouwd in 1969. Hierdoor ontstond de zogenaamde ‘Expedition cruising’ die de cruise industrie zou koppelen aan educatie.
De IAATO werd opgericht in 1991 door 7 tour organisaties die reeds actief waren in het organiseren van expedities en cruises met bestemming Antarctica. Deze 7 organisaties bestonden uit 6 operatoren met 10 expeditie schepen en 1 operator aan land voor activiteiten op Antarctica zelf.
De 2 voornaamste drijfkrachten van de organisatie zijn:
- De ondertekening van het Antarctische milieuprotocol in 1991. Het protocol vormt het kader voor de verdere bescherming van het Antarctische milieu en wijst Antarctica aan als een natuurreservaat gewijd aan rust en wetenschap.
- Door samenwerking tussen verschillende bedrijven en operatoren laat dit toe om de middelen samen te bundelen en de regeringen van deze operatoren te lobbyen in de ontwikkeling van regels en richtlijnen compatibel met reeds bestaande activiteiten in hun werkomgeving.

## IAATO vandaag
IAATO omvat vandaag meer dan 100 leden waaronder scheepsoperatoren, land operatoren, scheepsagenten, reisbureaus, reisagenten,…
Deze industriële groep heeft besloten om de hoogst mogelijke toeristische operationele normen op te richten in haar poging om Antarctica te beschermen.  Deze organisatie heeft als doel  industrie te creëren binnen de parameters van het Antarctische verdrag systeem, de Internationale Maritieme Organisatie conventies en gelijklopende internationale en nationale wetgevingen en overeenkomsten.
De IAATO- leden komen één keer per jaar samen in juni of mei. De leden van de IAATO committee worden op deze jaarlijkse ontmoeting verkozen. Alle leden worden uitgenodigd om de open sessies van deze jaarlijkse bijeenkomst bij te wonen.